# Лакдал
Лакдал (на нидерландски: Laakdal) е селище в Северна Белгия, окръг Тьорнхаут на провинция Антверпен. Разположено е на канала Албер, на 25 km южно от град Тьорнхаут. Населението му е около 15 000 души (2006).